# Pour ta belle gueule d'ahuri
 (janvier 2021).
Si vous disposez d'ouvrages ou d'articles de référence ou si vous connaissez des sites web de qualité traitant du thème abordé ici, merci de compléter l'article en donnant les références utiles à sa vérifiabilité et en les liant à la section « Notes et références ».
Pour ta belle gueule d'ahuri, connu aussi sous son sigle PTBGDA, est un magazine québécois de science-fiction, fantastique et de bande dessinée publié à Québec au Canada à la fin des années 1970 et au début des années 1980.

## Description du contenu
Le contenu de Pour ta belle gueule d'ahuri  se compose de nouvelles de fiction inédites illustrées par des dessinateurs, des bandes dessinées inédites, et des reportages en lien avec la science-fiction et le fantastique, au Québec et ailleurs.
Le magazine publie aussi des critiques et des articles sur les littératures de l'imaginaire, de même que des comptes rendus de congrès comme le congrès Boréal.
Les collaborateurs sont majoritairement d'origine canadienne et sont francophones.

## Historique
Le magazine Pour ta belle gueule d'ahuri (au nom improbable et volontiers provocateur) est publié trimestriellement au Québec du printemps 1979 au printemps 1983.
À l'intérieur, il est annoncé comme un bimestriel à but non lucratif. On trouve sur la couverture les mentions Science-fiction, Fantastique et Bandes dessinées.
Ce magazine a été lancé par des élèves du CEGEP de Sainte-Foy. Les 4 premiers numéros (1979-80) sont subventionnés par le service  des projets spéciaux et le département de français du collège.
Pour ta belle gueule d'ahuri connaît aussi une diffusion en librairie, jusqu'au dernier numéro.
Pour une publication d'élèves de collège, le magazine Pour ta belle gueule d'ahuri est réalisé de façon assez luxueuse. Il bénéficie d'une excellente impression, couverture en carton souple, en trichromie pour les 2 premiers numéros et en bichromie pour les suivants, papier d'excellente qualité à l'intérieur, graphisme assez soigné à l'intérieur, très beau pour l'époque.
À noter que le numéro 4 paraît avec une couverture en quatre versions différentes, toutes dessinées par le même dessinateur, Richard Coulombe. Le dessin de base est le même, sauf qu'il est traité différemment au niveau des détails. Ces 4 dessins sont repris à l'intérieur, sur la page éditoriale où le rédacteur en chef avoue une technique de marketing mercantile, espérant vendre plus d'exemplaires aux éventuels collectionneurs.
La publication du magazine s'arrête momentanément avec ce numéro.
Le titre ne réapparaît seulement qu'en 1982 en publiant son numéro 5. Il est subventionné cette fois-ci par le Ministère des Affaires culturelles du Québec.
Toujours de façon aussi luxueuse, maintenant sans liens apparent avec le CEGEP de Sainte-Foy, dont l'équipe s'était probablement dissociée après y avoir terminé ses études.
Le graphisme est plus ambitieux et audacieux à l'intérieur, avec quelques erreurs rendant le texte difficile à lire. Le dessin prend cette fois-ci une place beaucoup plus importante, faisant la part belle à la bande dessinée québécoise.
Le sixième et dernier numéro paraît au printemps 1983.
Le ton rédactionnel est généralement badin et humoristique. On y trouve plusieurs nouvelles de la part d'auteurs débutants, illustrées par certains des auteurs des bandes dessinées, ainsi que des chroniques et des lettres de lecteurs pour la plupart enthousiastes mais critiques (qui lui reprochent son nom saugrenu).
À partir du numéro 5, quelques auteurs confirmés du magazine Solaris y publient des nouvelles. Aussi, les pages de bandes dessinées s'y font beaucoup plus nombreuses.
Pour ta belle gueule d'ahuri offre au lecteur un mélange de BD au dessin réaliste (hard science-fiction, space opera et fantastique), de BD vraiment humoristiques et d'autres BD à tendance plus moderne et poétique (BD d'auteur).

### Autres publications
En 1980, le magazine Pour ta belle gueule d'ahuri s'associe aux Éditions du bureau pour la publication d'un portfolio intitulé Les exilés du Chronoscaphe. Il s'agit d'un recueil d'illustrations en noir et blanc de 44 pages avec la même présentation matérielle que le magazine. Le contenu  des illustrations touche à divers genres : le fantastique, la science-fiction, l'horreur et l'humour. On y retrouve des œuvres des illustrateurs habituels du magazine, ainsi que quelques autres : Jean Poirier, Jean-Pierre Normand, Richard Morneau, Gaétan Borgia, Denis Chiasson, Mario Giguère, Jacques Lamontagne, Marc Auger, Robert Giguère, Pierre Djada Lacroix, Martin Côté, Richard Coulombe et Christian Lehoux. Une préface de Luc Pomerleau situe la publication dans le contexte éditorial de l'époque et présente les dessinateurs.
Plusieurs des dessinateurs de Pour ta belle gueule d'ahuri participent à l'exposition Et Vlan ! On s'expose… 15 ans de bande dessinée dans la région de Québec,  à la Galerie d'art La Passerelle de la bibliothèque municipale de Sainte-Foy, dont Marc Auger, Gaétan Borgia, André-Philippe Côté, Richard Coulombe, Mario Giguère, Louis Rémillard, ainsi que le scénariste Maher Jahjah, exposition qui donne naissance à la Société des Créateur(trice)s et Ami(e)s de la Bande Dessinée (ScaBD) en 1985.
Ces dessinateurs publient une page de bandes dessinées ainsi qu'une courte biographie dans l'album collectif résultant de cette exposition.

## Influences
L'ombre de la BD européenne et du cinéma de SF de l'époque plane sur les auteurs du magazine, principalement celle de la revue Métal hurlant.
Les influences sont plus clairement évidentes pour certains dessinateurs, comme Richard Coulombe et Jean-Pierre Normand : les inévitables Moebius et Christopher Foss.
On y fait aussi souvent référence à l'auteur  américain Philip K. Dick ainsi qu'au magazine Solaris.

## Quelques textes notables
Certains textes méritent d'être mentionnés parce qu'ils montrent les premières armes d'écrivains aujourd'hui célèbres ou parce qu'ils furent ensuite réédités à de nombreuses reprises. 
- Dans le numéro 3 de PTBGDA (1979), le célèbre Daniel Sernine publie sa nouvelle Fin de règne, qui sera reprise dans son recueil Le vieil homme et l'espace  (Le Préambule, 1981).

- On trouve dans le numéro 5 de PTBGDA (1982) la seconde nouvelle publiée dans la carrière de Joël Champetier, Le Nettoyage de la Compté, qui aura une reparution dans Épitaphe 4 (1998).

- C'est dans le numéro 6 de PTBGDA (1983) que l'écrivaine Francine Pelletier publie pour la première fois avec sa nouvelle Le retour des gueux, premier texte d'une longue carrière en science-fiction. On trouve dans ce même numéro la nouvelle Retour au Pays des Mères d'Élisabeth Vonarburg qui offre un point de vue supplémentaire sur l'univers qui compose Chroniques du pays des Mères et Le silence de la cité. De plus, on y trouve la première version de la nouvelle Nourrir les fantômes affamés d'Esther Rochon qui sera ensuite republiée à quatre reprises, notamment sous le titre Xils dans le collectif Aurores Boréales 2 (Le Préambule, 1985) et traduite en anglais sous ce même titre dans Tesseracts 2 (Porcepic Books, 1987).

## Fiche technique
- Éditeur : Éditions (Québec) ;
- Format : 21,8 x 28 cm ;
- Nombre de pages : 40 pour les 3 premiers numéros et le numéro 5, 48 pages pour les numéros 4 et 6;
- Type de papier : couverture en carton glacé, intérieur mat ;
- Impression : couverture trichromie (séparation manuelle), intérieur noir et blanc ;
- Périodicité : trimestriel pour les 4 premiers numéros, irrégulier pour les deux derniers ;
- Numéro 1 : printemps 1979 ;
- Numéro 6 : printemps 1983 (dernier numéro).

## Collaborateurs

### Auteurs complets (à la fois scénariste et dessinateur)
- Brigitte Angers ;
- Marc Auger ;
- Gaétan Borgia ;
- André-Philippe Côté (sous le nom André Côté) ;
- Richard Coulombe ;
- Louis Lafontaine ;
- Michel Y. Lamontagne ;
- Louis Rémillard.

### Illustrateurs
- Martin Côté ;
- Mario Giguère[5], [6] ;
- Roland Grünberg ;
- Jacques Lamontagne ;
- Morno (Richard Morneau) ;
- Jean-Pierre Normand ;
- Jean Poirier.

### Scénaristes
- Valérie Bédard ;
- Maher Jahjah[1] ;
- Benoît Simard.

### Écrivains
| - Jean-Pierre April ; - Danièle Aubut ; - Paule Baillargeon ; - René Beaulieu ; - Valérie Bédard ; - Joël Champetier ; - Danielle Chantal ; - Francois Charette ; - Jean-Guy Harvey ; - Maher Jahjah ; - Christiane Lahaie ; | - Pierre Martineau ; - Daniel Parrot ; - Jean Pettigrew ; - Claude Pruneau ; - Pierre Revelin ; - Francine Pelletier ; - Esther Rochon ; - Daniel Sernine ; - Benoît Simard ; - Patrice Soucy ; - Élisabeth Vonarburg. |

### Chroniqueurs
- Marc-André Brie ;
- Maher Jahjah[1] ;
- Horace A. Gagné ;
- Jean Gordon ;
- Sylvain Martineau ;
- Louis C. Picard ;
- Francis Pelletier ;
- Jean Pettigrew ;
- Jean Poirier ;
- Luc Pomerleau ;
- Raynald St-Hilaire ;
- Benoît Simard.